# Saint-Gilles-les-Forêts
Saint-Gilles-les-Forêts település Franciaországban, Haute-Vienne megyében. Lakosainak száma 44 fő (2022. január 1.). Saint-Gilles-les-Forêts Chamberet, La Croisille-sur-Briance, Domps, Surdoux és Sussac községekkel határos.

## Népesség
A település népessége az elmúlt években az alábbi módon változott:
| Lakosok száma | 46   | 43   | 44   | 43   | 45   | 47   | 46   | 45   | 44   |
|               | 2013 | 2015 | 2016 | 2017 | 2018 | 2019 | 2020 | 2021 | 2022 |